# Christoph Scheiner
Christoph Scheiner (Markt Wald, 25 luglio 1573 – Nysa, 18 luglio 1650) è stato un gesuita, astronomo e matematico tedesco.

## Biografia
Entrò nell'ordine dei Gesuiti nel 1595, quindi insegnò matematica e lingua ebraica a Ingolstadt dal 1610 al 1616, dove subentrò alla cattedra del suo maestro Johann Lantz. Fu quindi docente di matematica e astronomia a Roma dal 1624 al 1633. Dopo aver vissuto a Vienna per sei anni, nel 1639 si trasferì presso il collegio di Nysa (allora nota come Neisse, oggi in Polonia).

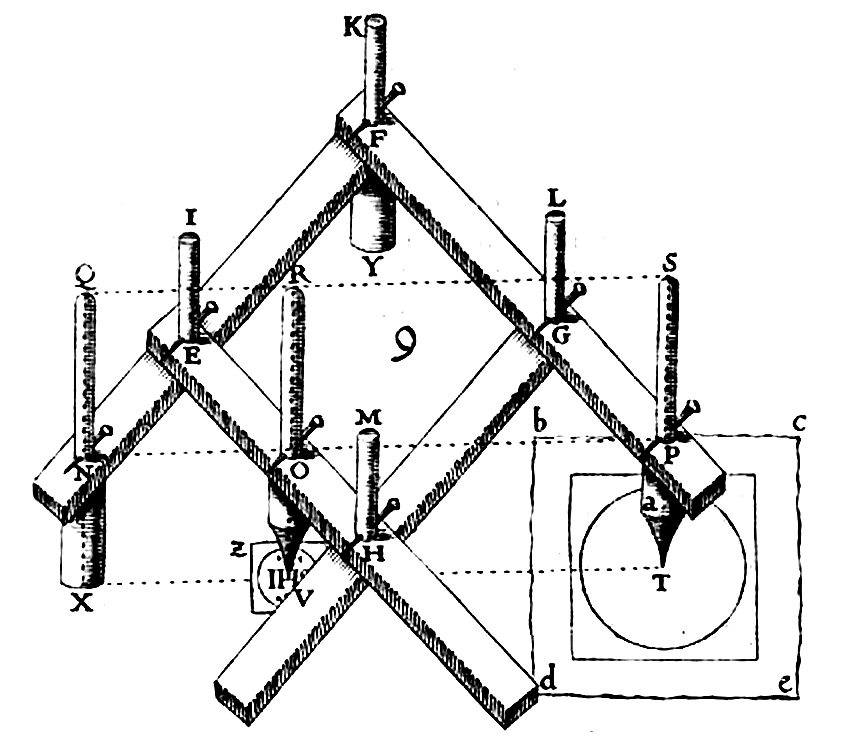
Pantografo

Descrisse gli usi dei pantografi e si interessò particolarmente di ottica; pubblicò i risultati delle sue ricerche nel libro Oculus sive fondamentum opticum, del 1619. L'esperimento ottico di Scheiner, ancora ricordato in alcuni trattati della materia, serve a trovare il punto prossimo e il punto remoto della visuale distinta.

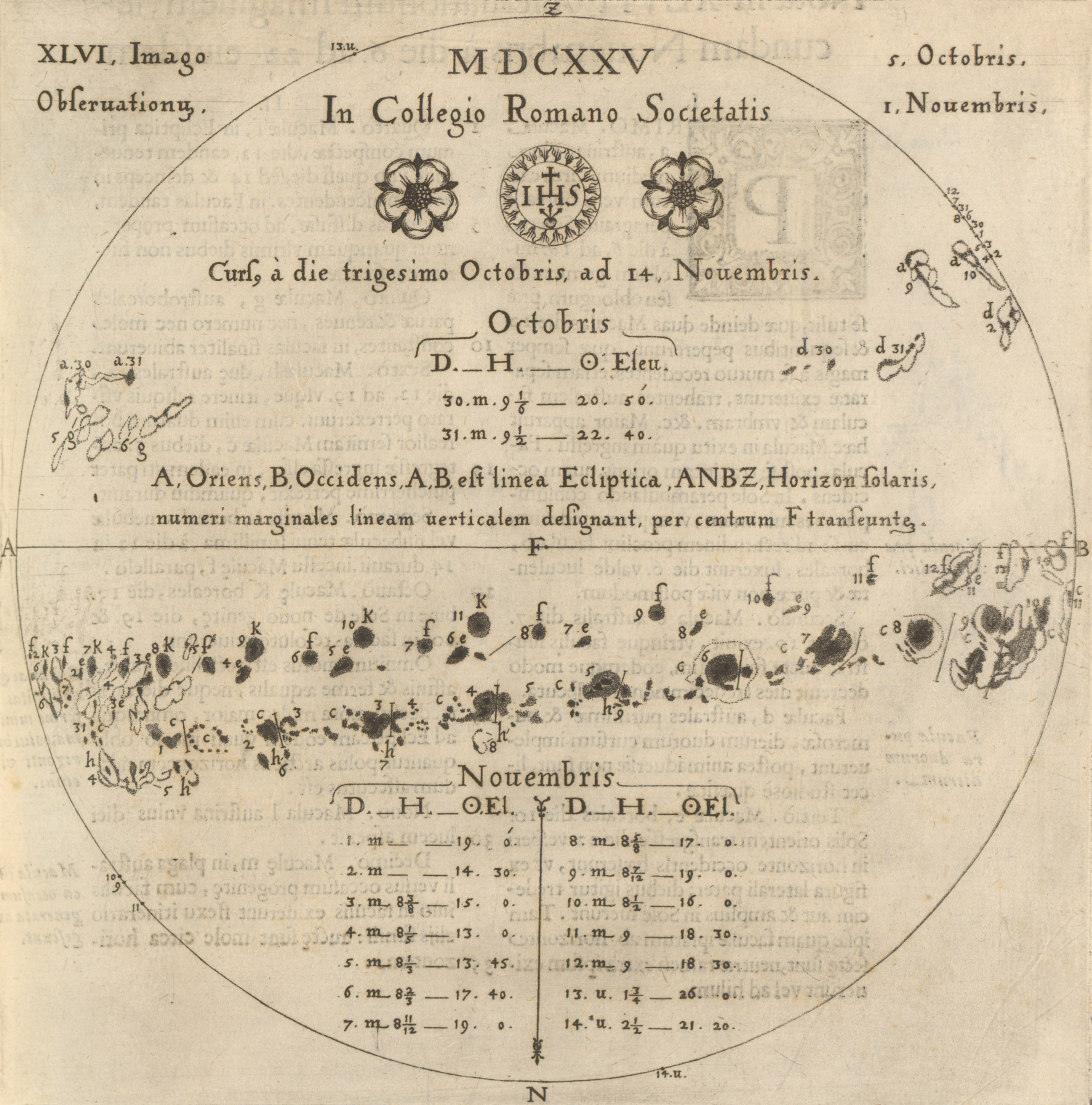
Rappresentazione delle macchie solari

Pubblicò inoltre numerosi studi e opere di astronomia, in particolare sulle macchie solari, argomento sul quale entrò in polemica anche con Galileo.
Scheiner aveva osservato indipendentemente da Galileo le macchie solari, ma non poteva accettare l'idea che il Sole fosse men che perfetto. Egli propose, dunque, un'ipotesi "consolatoria", sostenendo che le macchie fossero causate da corpi in moto nello spazio compreso tra la Terra e il Sole. Esse apparivano come macchie oscure quando si trovavano tra l'osservatore terrestre e la superficie solare. Galileo fu informato di questa ipotesi da Mark Welser, il quale gli inviò lo scritto di Scheiner, che era firmato con uno pseudonimo: Apelle, Tres epistolae de maculis solaribus (Augsburg, 1612). Questo espediente fu utilizzato poiché, probabilmente, i suoi confratelli non erano pienamente convinti della scoperta che Scheiner diceva di aver fatto tramite un telescopio. Nel suo scritto del 1613 Istoria e dimostrazioni intorno alle macchie solari, Galileo confutò completamente la teoria di Scheiner.
A partire dalla pubblicazione nel 1630 dell'opera Rosa Ursina sive Sol, ex admirando facularum et macularum suarum phenomeno varius, la disputa tra Scheiner e lo scienziato toscano divenne particolarmente virulenta.
Nell'opera postuma Prodromus de Sole mobili et stabili Terra contra Galileum de Galilei (pubblicata nel 1651), Scheiner sostenne le teorie tolemaiche sull'immobilità della Terra in contrasto con le nuove idee copernicane e con le dimostrazioni dello stesso Galileo. Tale opera può essere considerata una degli ultimi tentativi di sostegno verso il sistema cosmologico tolemaico.
Gli è stato dedicato un cratere di 110 km di diametro sulla Luna, il cratere Scheiner.

## Opere
- (LA) De maculis Solaribus, Romae, Giacomo Mascardi, 1613.
- (LA) Oculus, Oeniponti, Daniel Paur, 1619.
- (LA) Pantographice, seu Ars delineandi res quaslibet per parallelogrammum lineare seu cauum, mechanicum, mobile, Romae, Lodovico Grignani, 1631.
- Prattica del parallelogrammo da disegnare, di nuovo data in luce da Giulio Troili, Bologna, Giacomo Monti, 1653.

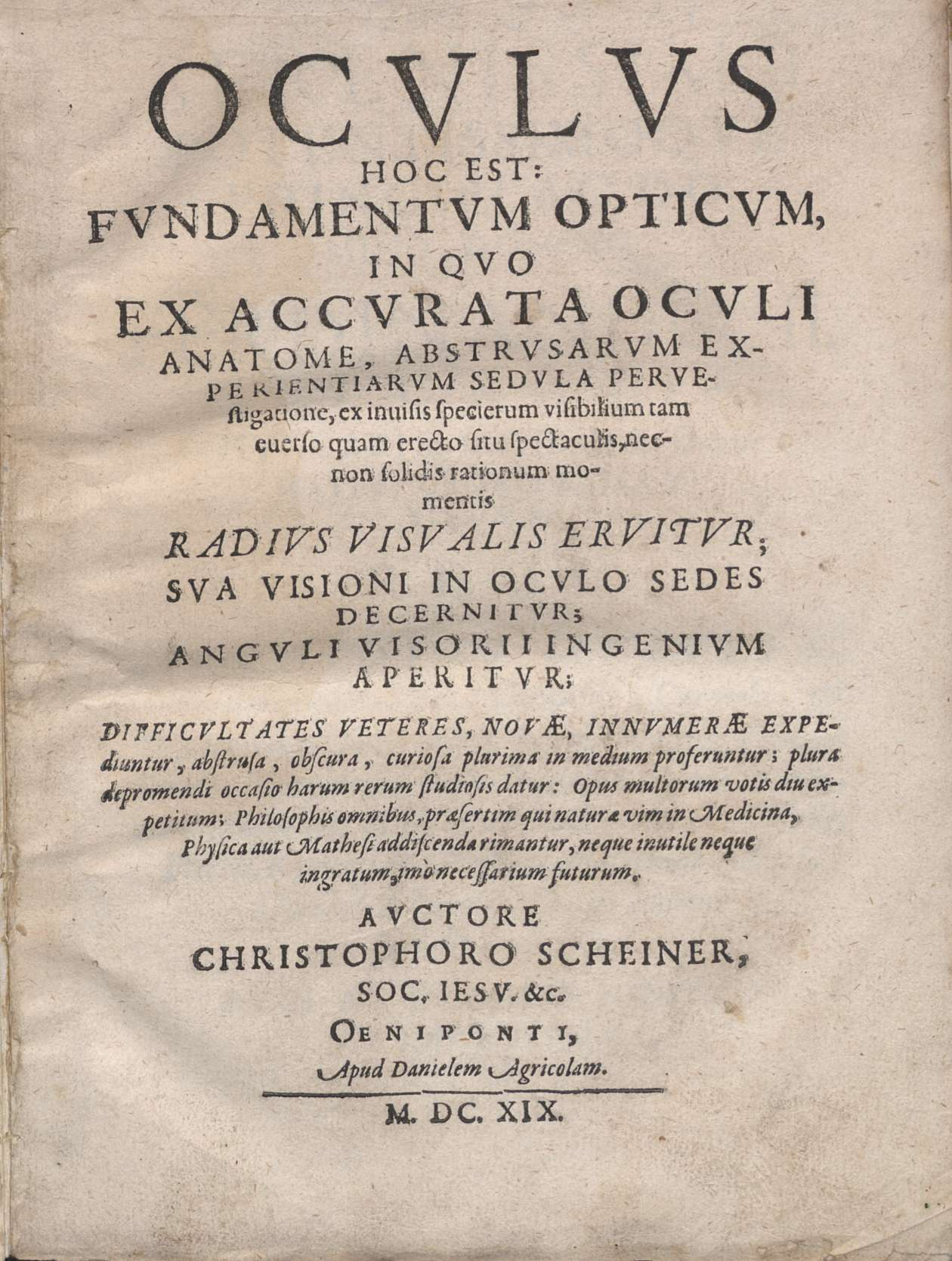
Oculus, 1619
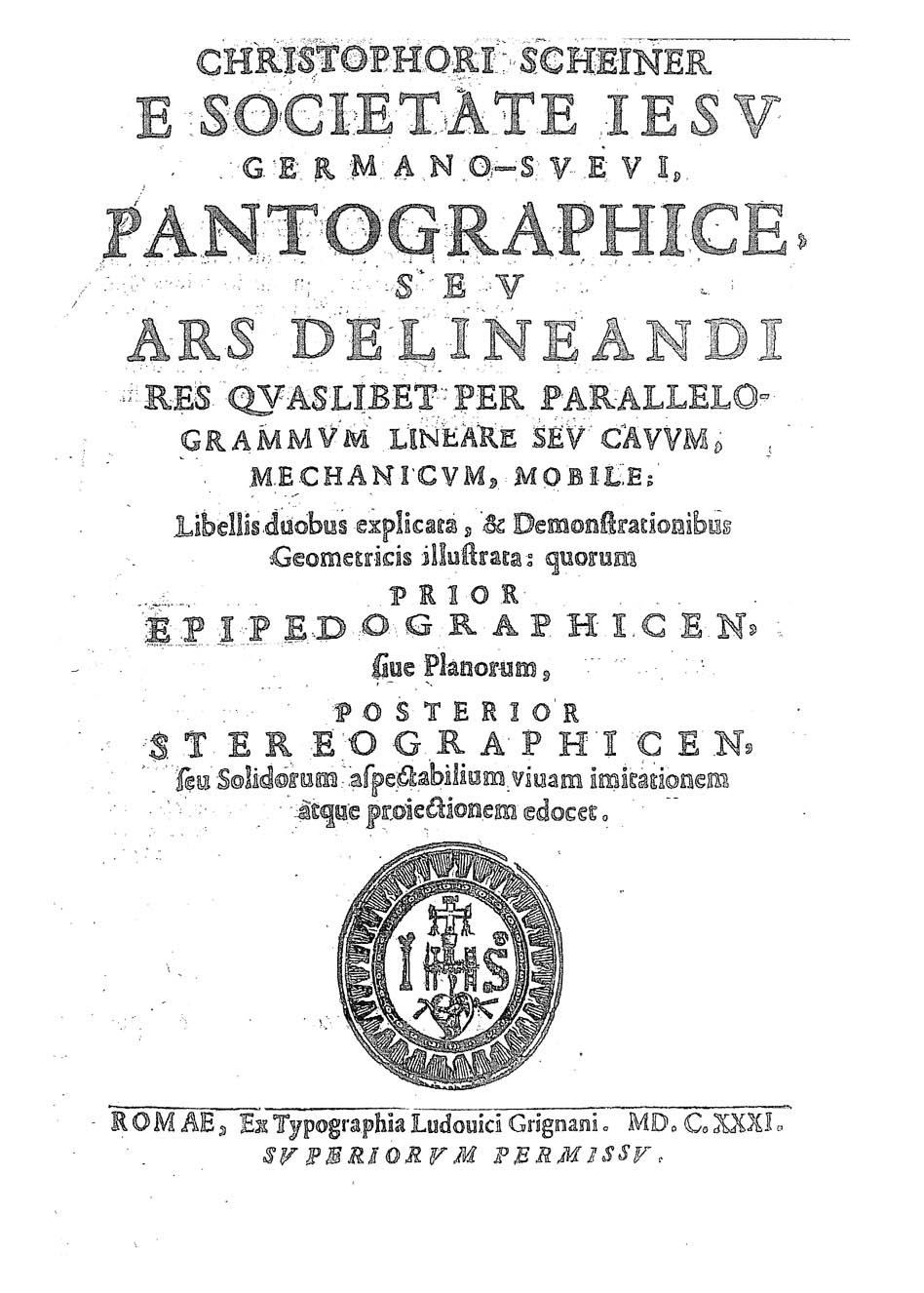
Pantographice, 1631
Prattica del parallelogrammo da disegnare, 1653